# Paolo Sturzenegger
Paolo Sturzenegger (ur. 7 czerwca 1902 w Rosario, zm. 19 maja 1970 w Lugano) – szwajcarski piłkarz grający na pozycji napastnika. W swojej karierze rozegrał 15 meczów w reprezentacji Szwajcarii, w których strzelił 10 goli.

## Kariera piłkarska
Swoją karierę piłkarską Sturzenegger rozpoczął w klubie FC Zürich, w którym zadebiutował w sezonie 1920/1921. W sezonie 1923/1924 wywalczył z nim tytuł mistrza Szwajcarii. W 1925 roku odszedł do FC Lugano. W sezonie 1930/1931 zdobył z nim Puchar Szwajcarii. W 1932 roku zakończył karierę.

## Kariera reprezentacyjna
W reprezentacji Szwajcarii Sturzenegger zadebiutował 26 marca 1922 roku w zremisowanym 2:2 towarzyskim meczu z Niemcami, rozegranym we Frankfurcie. W debiucie zdobył bramkę. W 1924 roku był podstawowym zawodnikiem Szwajcarii na Igrzyskach Olimpijskich w Paryżu. Strzelił na nich 5 goli: 4 z Litwą (9:0) i 1 z Holandią. Zdobył na nich srebrny medal. Od 1922 do 1930 roku rozegrał w kadrze narodowej 15 meczów, w których strzelił 10 bramek.